# Aruda Kabir
Aruda Kabir (arab. عارودة كبير) – wieś w Syrii, w muhafazie Aleppo. W 2004 roku liczyła 183 mieszkańców.